# Kostel svaté Anny (Mostek)
Kostel svaté Anny někdy uváděný jako kaple svaté Anny je římskokatolický filiální kostel v Mostku. Patří do farnosti Pecka.

## Historie
Novogotický kostel, který nechala postavit Anna hraběnka Deymová, rozená Schlabrendorf, jako hřbitovní kapli pro obec Souvrať, dokončila roku 1914 firma stavitele Krušiny z Bílé Třemešné. Patřil k farnosti Horní Brusnice. V letech 1950–1981 zde sloužil p. Bedřich Novák. Po jeho smrti byla farnost připojena ke Dvoru Králové. V roce 1989 za p. Františka Beneše byly zahájeny opravy a modernizace. Byla opravena věž, částečně střecha a kompletně celá fasáda. Původní oltář byl převezen do kostela sv. Mikuláše v Horní Brusnici, kde je používán jako obětní stůl. Byla odstraněna kazatelna, vybudován nový obětní stůl, položena nová dlažba, zdvojena okna a vybudováno vytápění akumulačními kamny. Do věže byl nainstalován zvon.

## Inventář
Kostelní lavice jsou z roku 1930.

## Okolí kostela
Kolem kostela se nachází hřbitov.

## Bohoslužby
Bohoslužby se konají v neděli v 11.00 hod. a ve čtvrtek v době letního času v 18.15 hod., v době zimního času od 17.15 hod.

## Fotogalerie

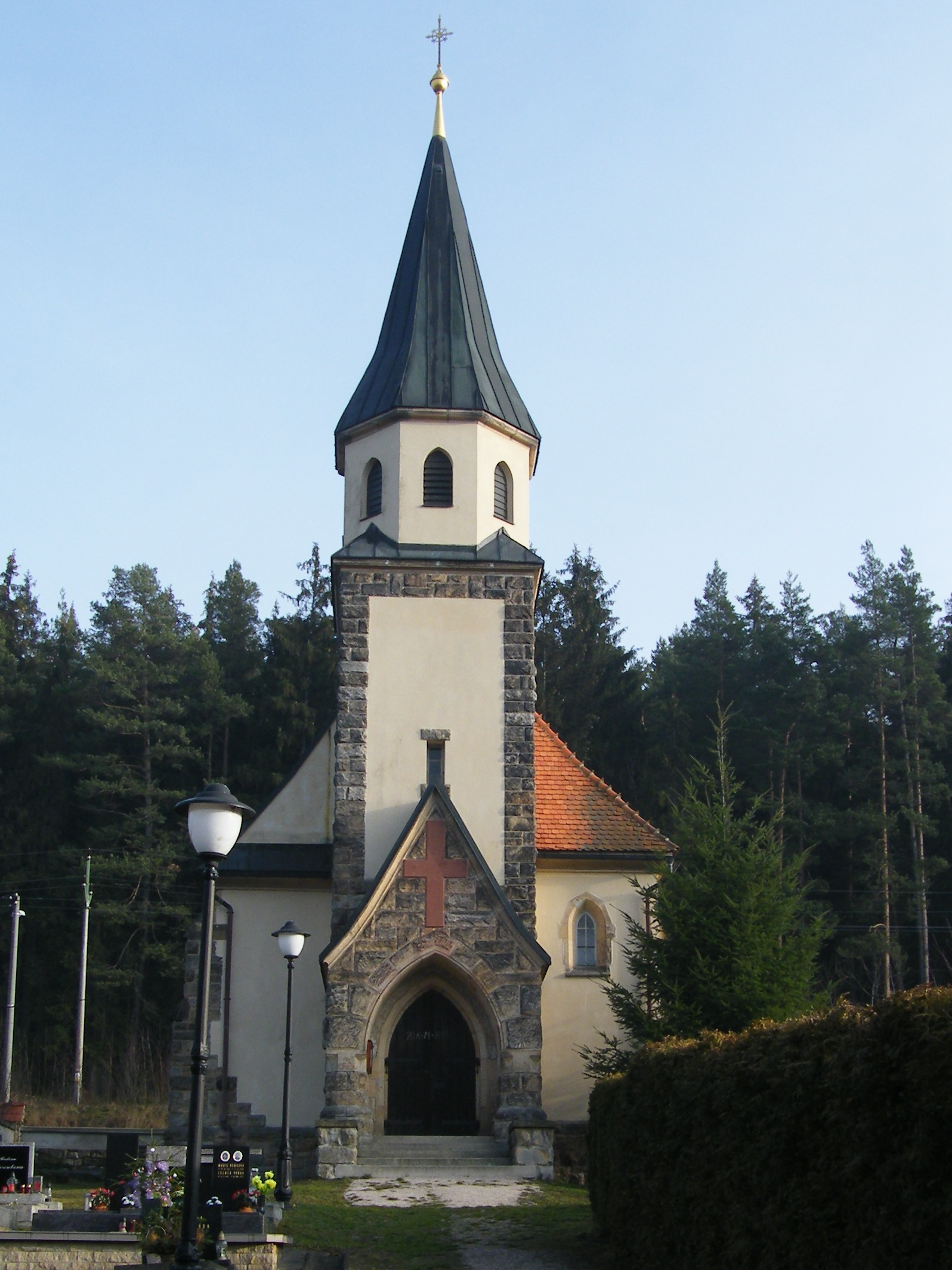
Kostel od JZ
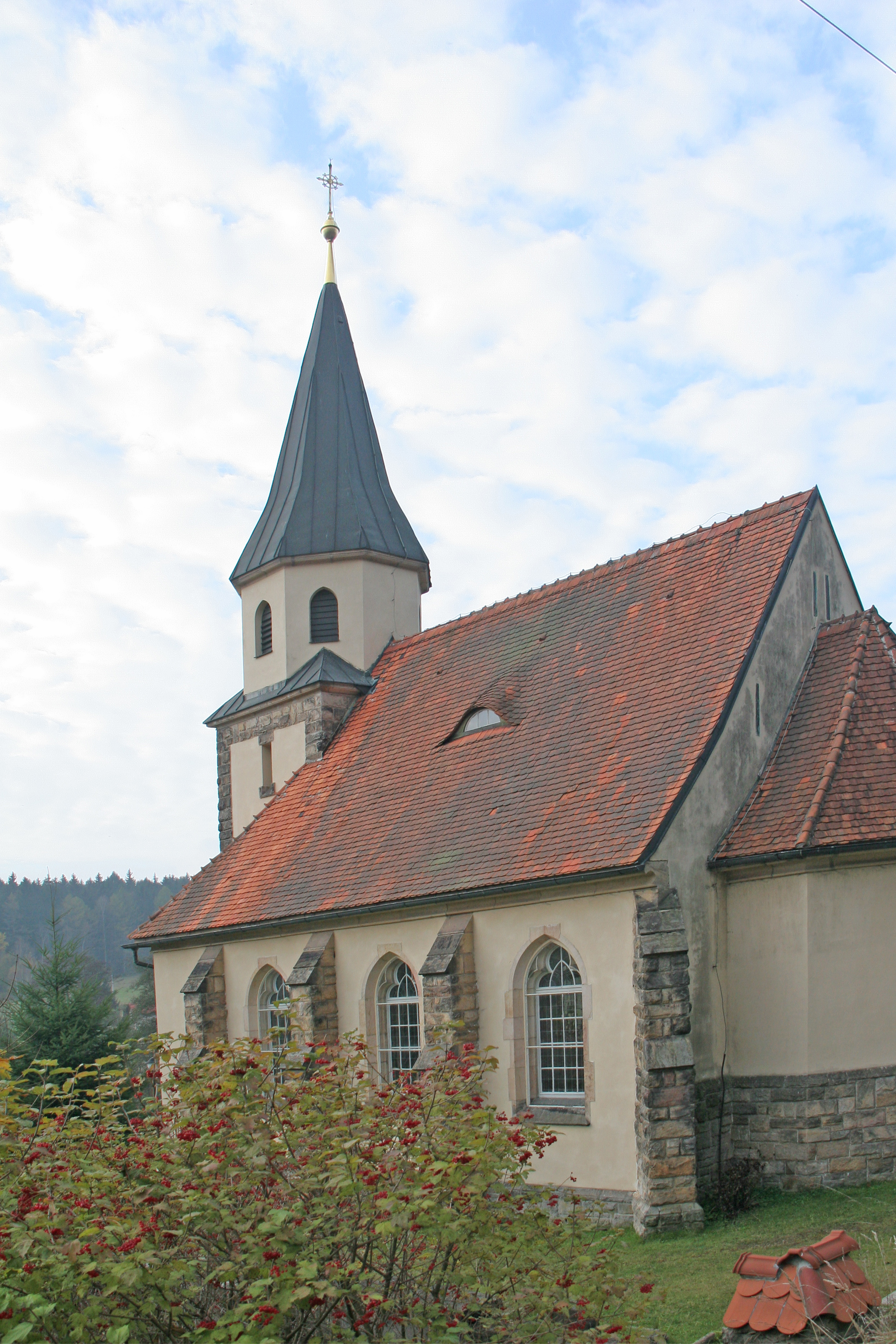
Kostel od V
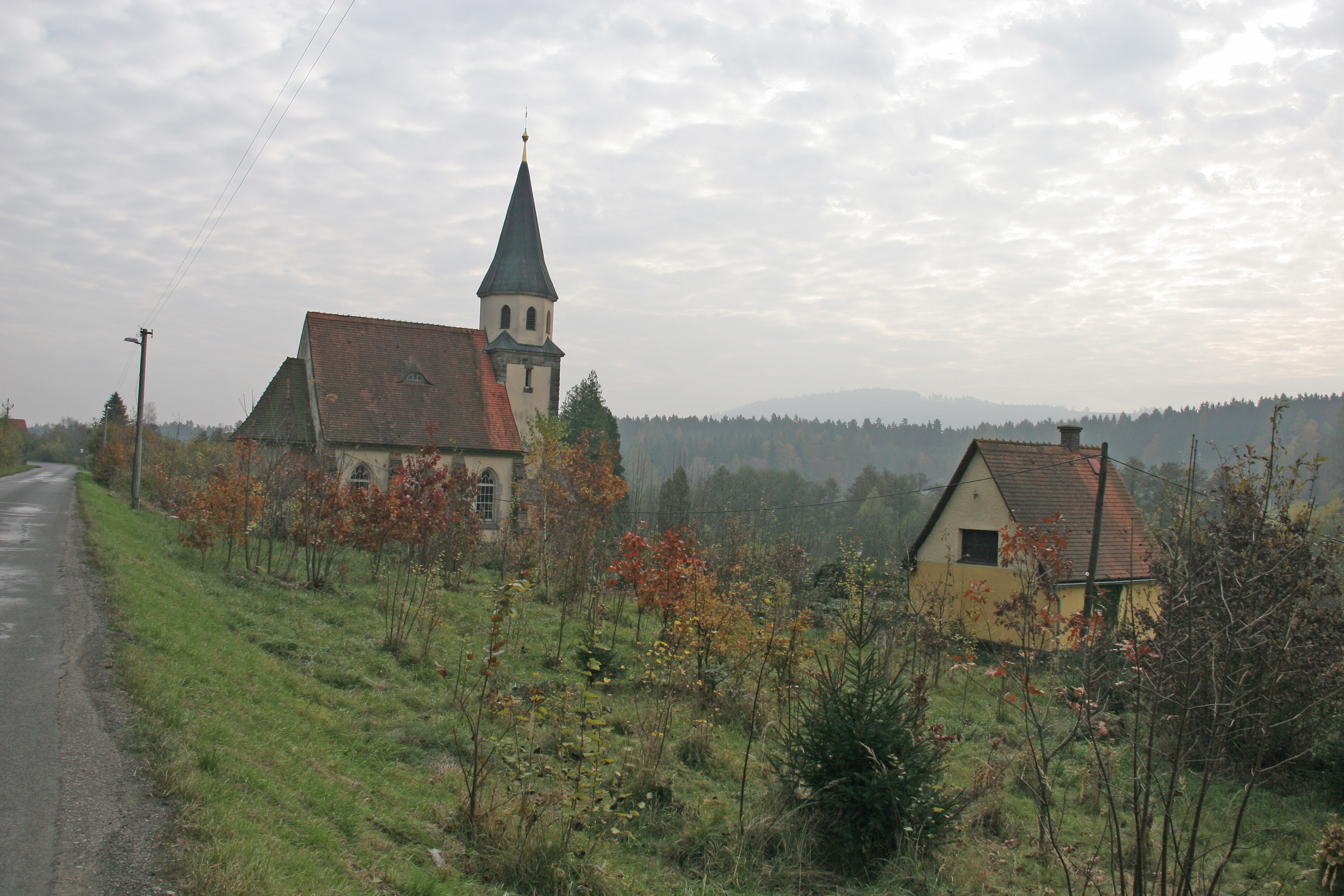
Kostel od SZ